# Associação Brasileira de Ateus e Agnósticos
A Associação Brasileira de Ateus e Agnósticos (ATEA) é uma organização brasileira sem fins lucrativos sediada em São Paulo, que se dedica a desenvolver atividades que busquem promover a defesa do ateísmo, do agnosticismo e da laicidade do Estado. A associação foi fundada em 31 de agosto de 2008 por Daniel Sottomaior, Alfredo Spínola e Mauricio Palazzuoli, e declara não possuir cunho político ou partidário. Em janeiro de 2016 contava com mais de 19 mil associados.
A associação é foco de polêmica e críticas, tanto entre ateus e agnósticos quanto entre pessoas que possuem uma afiliação religiosa.

## Ativismo
A ATEA tem realizado diversas atividades para lutar contra o preconceito e a discriminação contra os ateus e defende a separação entre Igreja e Estado. Embora o Brasil seja legalmente definido por sua Constituição como um estado laico, a organização manifestou sua preocupação de que isso não seja observado na prática. Através do judiciário, a ATEA já realizou dezenas de representações no Ministério Público em mais de onze estados brasileiros, além de três processos contra as manifestações consideradas como preconceito contra ateus na Rede Bandeirantes pelos jornalistas José Luiz Datena e Marcio Campos e o patrocínio a eventos religiosos com dinheiro público por parte da prefeitura de São Paulo e a Igreja Internacional da Graça de Deus. Além destas ações, a associação tem se colocado contra o acordo assinado entre o governo brasileiro e o Vaticano e defende a criação do dia do orgulho ateu.

### 2010
Em março de 2010, escreveu em direito de resposta uma nota no jornal Agora MS do Mato Grosso do Sul criticando a afirmação do Pastor Mário Antônio da Silva por ter citado o ateísmo como uma praga do mundo moderno.
Em maio de 2010, a associação protestou contra a afirmação de José Serra comparando o ateísmo ao tabagismo. A associação também organiza uma campanha publicitária em ônibus da cidade de São Paulo com objetivo de combater o preconceito contra o ateísmo.
Em setembro de 2010, a associação ingressou com pedido judicial de indenização no Fórum de Taubaté e no Tribunal de Justiça da Paraíba ao apresentador de televisão José Luiz Datena e a Rede Bandeirantes. Na edição do programa Brasil Urgente exibida em 27 de julho de 2010, Datena, após comentar dois casos extremos de assassinatos brutais mostrados anteriormente, fez associações consideradas preconceituosas entre criminalidade e descrença religiosa, acusando "os que não acreditam em Deus" como responsáveis pela degradação da sociedade. Em dezembro o Ministério Público Federal em São Paulo moveu ação em tribunal pedindo uma retratação com duração mínima do dobro do tempo dos comentários.

### 2011
Durante o mês de julho de 2011, a associação realizou na cidade de Porto Alegre a primeira campanha publicitária ateísta do Brasil. A campanha foi veiculada através de outdoors nas ruas. O mote da campanha foi a frase "Diga não ao preconceito contra ateus", e os outdoors contavam com imagens e frases polêmicas, com dizeres como "religião não define caráter", com a foto de Charles Chaplin como ateu (embora, na verdade, Chaplin tenha sempre se declarado como um agnóstico) e Adolf Hitler como quem acredita em Deus, e o slogan "A fé não dá respostas. Só impede perguntas".
A exemplo de várias iniciativas que ocorreram no mundo, a ATEA havia programado uma versão brasileira da Atheist Bus Campaign, uma campanha através da utilização de cartazes em ônibus urbanos em Salvador, Porto Alegre e São Paulo.
A campanha foi barrada por empresas de ônibus de Salvador e São Paulo, as quais alegaram que ela poderia violar leis de publicidades em espaços públicos. Em Porto Alegre, a campanha foi vetada pela Associação dos Transportadores de Passageiros (ATP) municipal, no início de dezembro de 2010. A justificativa dada pela ATP para barrar as veiculações foi de que a legislação municipal proíbe manifestações religiosas, quando, na verdade, são vetadas publicidades que estimulem a discriminação religiosa. Em meados do mesmo mês, o presidente da ATEA, Daniel Sottomaior, afirmou que acionaria judicialmente a Associação dos Transportadores de Passageiros da cidade.

### 2012
Em abril de 2012, a ATEA participou da defesa de um aluno de 16 anos do Ensino Médio de um colégio estadual na cidade de Roncador, Paraná, que se recusou a participar de uma oração promovida na sala de aula por uma professora de língua inglesa. Após ser retirado da sala, ele denunciou a atitude da professora à associação. A ATEA encaminhou um ofício à escola orientando sobre os direitos legais de ateus e agnósticos, incluindo o direito de não participar de orações, e também questionando sobre a laicidade do estado, já que uma escola de administração estadual não deveria ser local para manifestações religiosas. Após uma reunião, a direção da escola determinou que as orações em salas de aula, que antes eram costumeiras, não seriam mais realizados.
Em abril e junho de 2012, a associação posicionou-se contra a aprovação de projetos de lei que defendiam a obrigatoriedade da oração Pai Nosso antes do início das aulas em escolas nas cidades de Ilhéus (BA) e Apucarana (PR). Os projetos haviam sido aprovados pelos vereadores de ambas as cidades. No caso da cidade de Ilhéus, foi proposta uma Ação de Inconstitucionalidade de autoria do Ministério Público do Estado da Bahia. O Tribunal de Justiça do Estado da Bahia acatou o posicionamento, declarando a lei inconstitucional, removendo-a do ordenamento jurídico.

### 2018
Em 22 de outubro de 2018, o Facebook despublicou a página da ATEA na rede social.